# José Rachão
José Fernando Casal Rachão (Peniche, 15 de Setembro de 1952) é um treinador de futebol português.
Enquanto jogador de futebol destacou-se nos seguintes clubes: Sport Lisboa e Benfica, Académica de Coimbra, Clube Desportivo Montijo, Vitória Futebol Clube, Sporting Clube Farense, Portimonense Sporting Clube e Leixões Sport Club.
Celebrizou-se na sua carreira de treinador quando venceu a Taça de Portugal em 2005 ao serviço do Vitória de Setúbal.
melhor treinador para a temporada 2005-2006 Portugal.
participou na Taça UEFA 2005/2006
É, desde setembro de 2018, treinador do Grupo Desportivo de Peniche.

## Títulos

### Vitória Futebol Clube
- Taça de Portugal: 2004/2005

### Al Arabi Sporting Club
- Kuwaiti Crown Prince Cup: 2006/2007
- Kuwait Emir Cup: 2007/2008

### Al Ittihad Club
- Libyan Super Cup: 2008/2009
- Libyan league : 2008/2009

### Al Naser Club Koweit
- 1/4 Golf Cup:2011/2012